# Programiranje pogonjeno događajima
Programiranje pogonjeno događajima (eng. event-driven programming, event-based programming) je oblik programske paradigme u kojem tijek programa odnosno njegovim izvršenjem upravljaju događaji, a ne neki niz koji je bio prethodno zadan.   Taj događaj može biti:
- pomicanje miša
- klikanje mišem
- pritisak tipke na tipkovnici
- izbor neke stavke iz izbornika
- poruke drugih programa
- poruke drugih niti
- i tako dalje

Ovo je oblik programiranja kojim se služimo u današnjici.U prošlosti je prevladavalo sekvencijalno programiranje.